# Kliniken Südostbayern
Die Kliniken Südostbayern AG ist die gemeinsame kommunale Krankenhausträgergesellschaft der Landkreise Berchtesgadener Land und  Traunstein, die auch alleinige Aktionäre der gemeinnützigen Aktiengesellschaft sind. Der Sitz der AG ist Traunstein. Sie betreibt vier Kliniken und den Gesundheitscampus in Freilassing.

## Geschichte
Die Kliniken des Landkreises Berchtesgadener Land GmbH und die Kreiskliniken Traunstein - Trostberg GmbH fusionierten im Sommer 2009 zur gemeinnützigen Aktiengesellschaft Kliniken Südostbayern AG und betreiben seither gemeinsam die kreiseigenen Kliniken der Landkreise Traunstein und Berchtesgadener Land. Ab 1. Januar 2012 erfuhr die AG auch noch durch das zuvor von den Barmherzigen Schwestern betriebene Krankenhaus Vincentinum in Ruhpolding eine Erweiterung, doch im Juli 2024 wurde der Betrieb dieser Kreisklinik dann endgültig eingestellt.

## Kliniken
Zentrale Klinik des Verbundes ist das Klinikum Traunstein. Es ist Akademisches Lehrkrankenhaus der Ludwig-Maximilians-Universität München und der Paracelsus Medizinischen Privatuniversität Salzburg. Mit der Versorgungsstufe II (Krankenhaus der gehobenen Schwerpunktversorgung) ist die Klinik das Haus mit der höchsten Versorgungsstufe im Verbund. Es übernimmt daher innerhalb des Verbundes besonders anspruchsvolle Fälle und unterstützt die anderen Häuser bei Bedarf auch im Wege der Telediagnostik. 
Die Kreisklinik Bad Reichenhall ist Akademisches Lehrkrankenhaus der Ludwig-Maximilians-Universität München und nimmt innerhalb des Landkreises Berchtesgadener Land eine zentrale Funktion ein.
Der Betrieb erfolgt an 4 Krankenhäusern und einem Gesundheitscampus an den Standorten:
Landkreis Traunstein

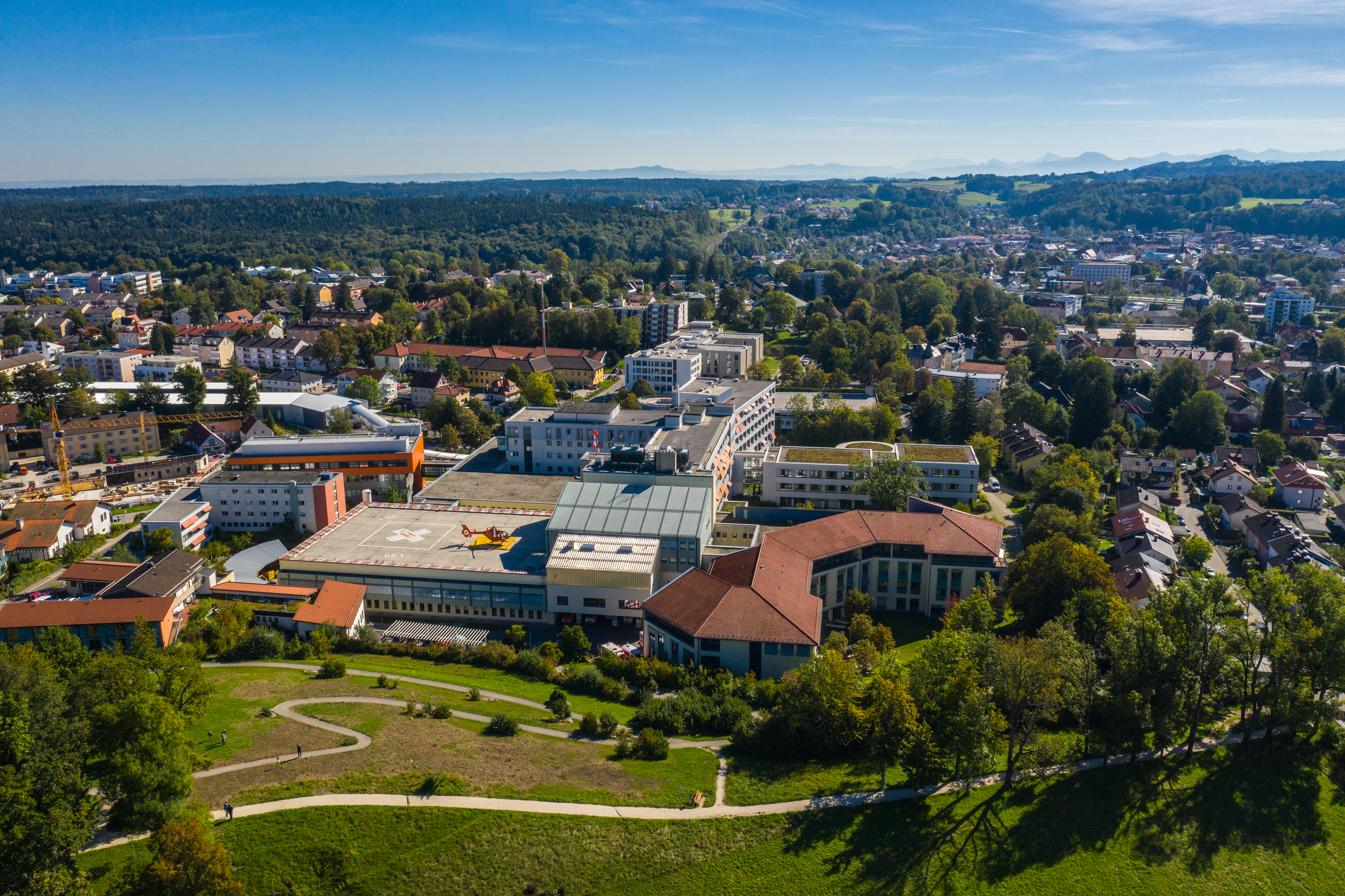
Klinikum Traunstein
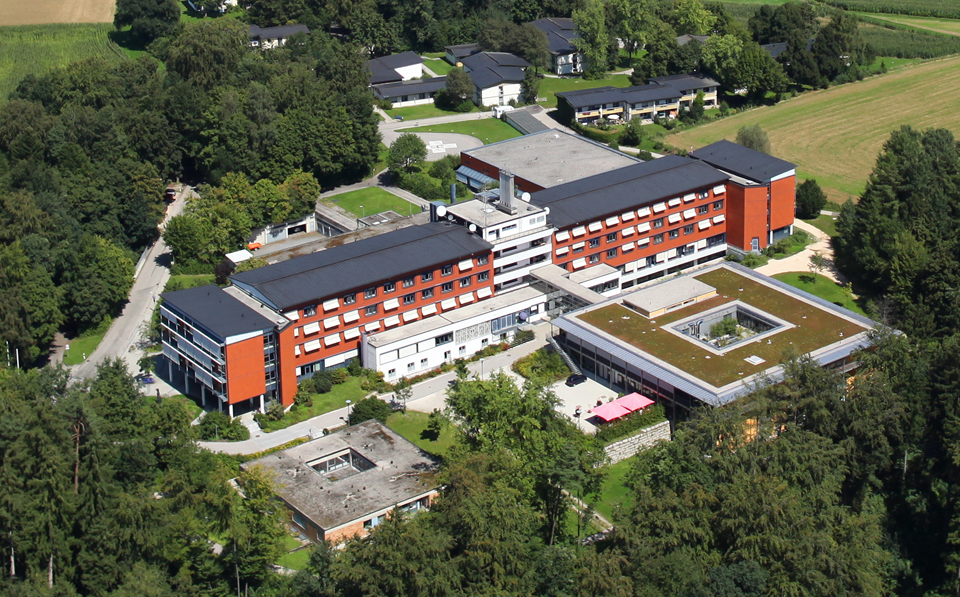
Kreisklinik Trostberg

- Klinikum Traunstein
- Kreisklinik Trostberg

Landkreis Berchtesgadener Land

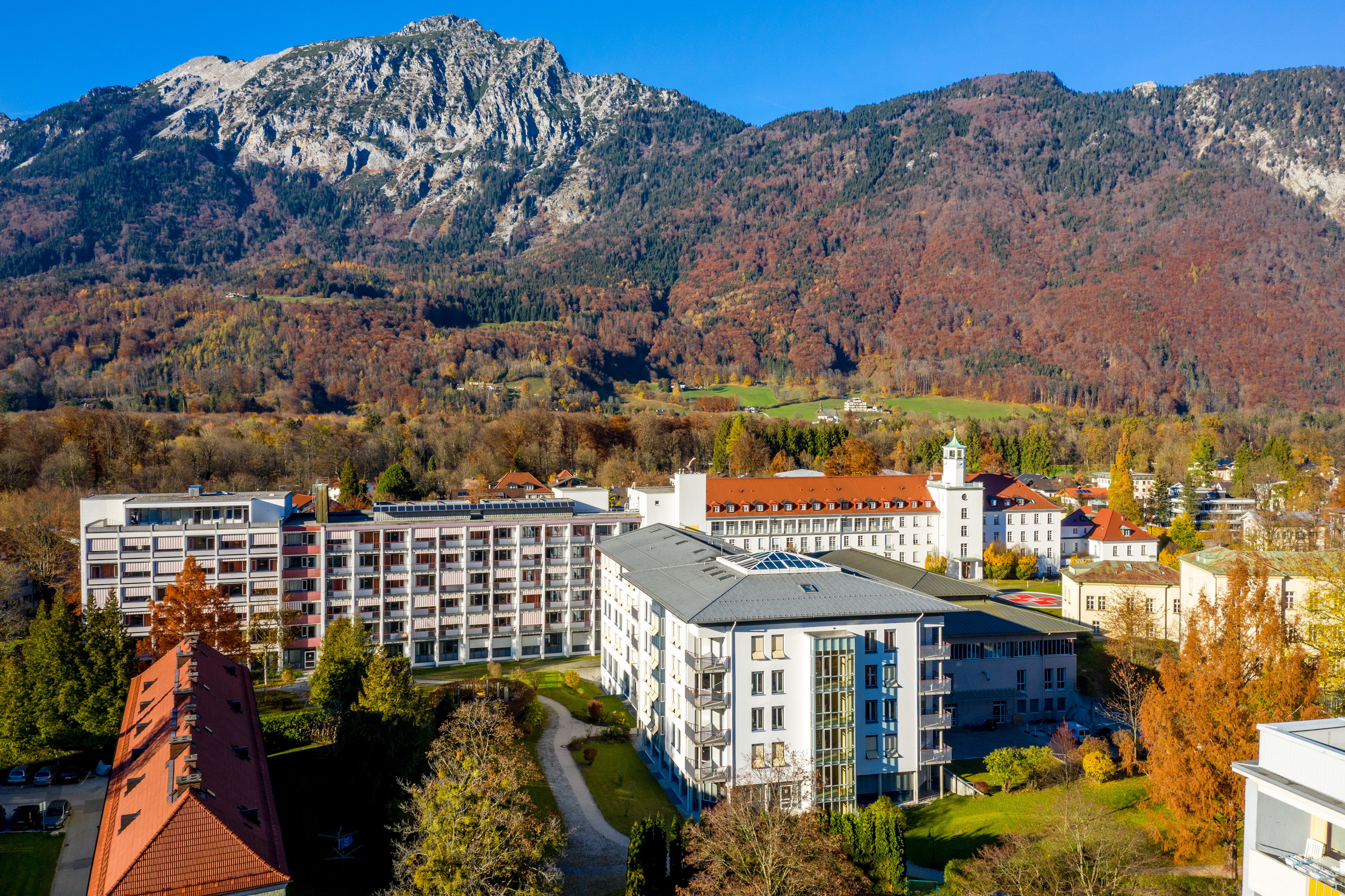
Kreisklinik Bad Reichenhall
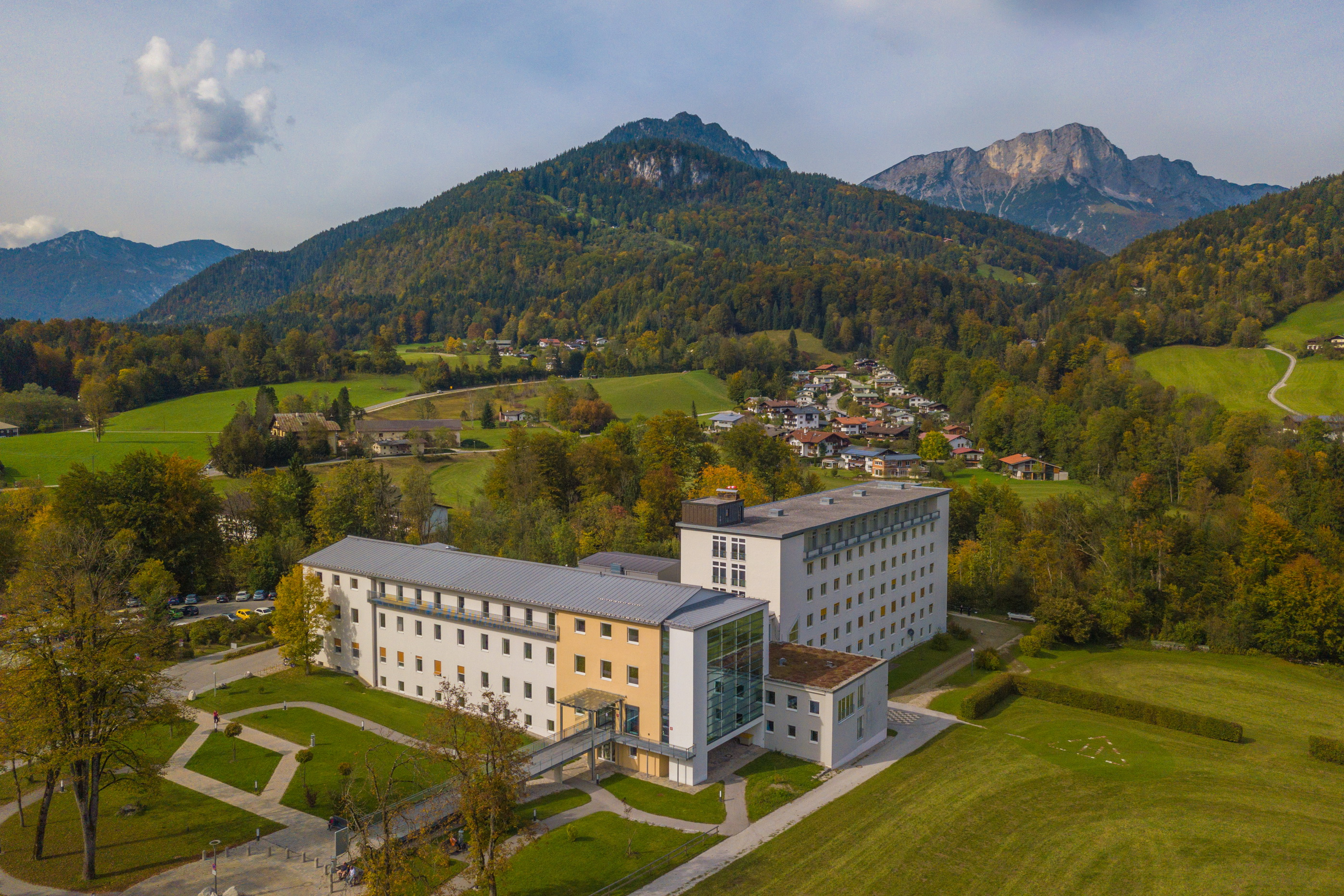
Fachklinik Berchtesgaden
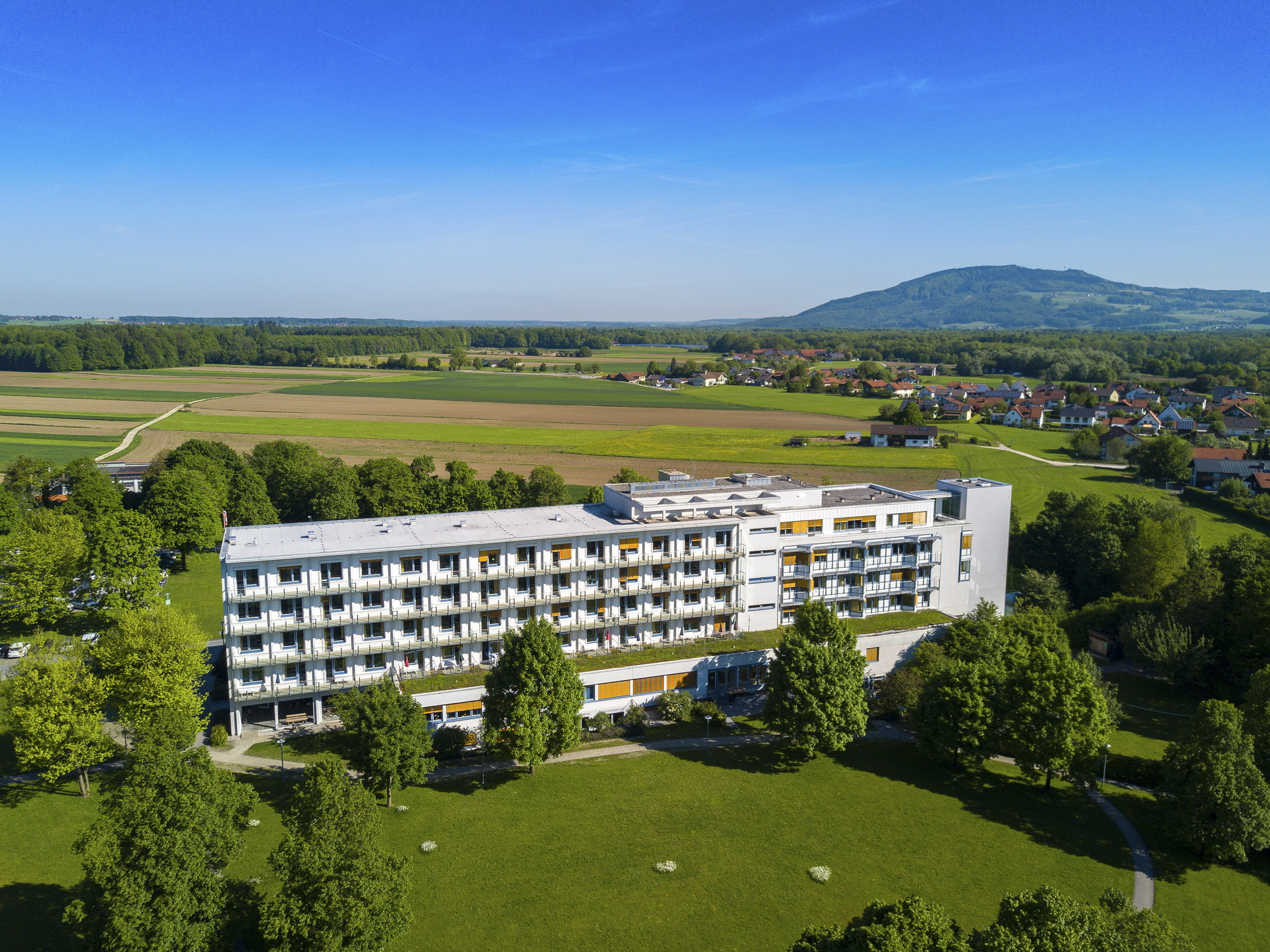
Gesundheitscampus Freilassing

- Kreisklinik Bad Reichenhall
- Fachklinik Berchtesgaden
- Gesundheitscampus Freilassing